# Robert King (friidrottare)
Robert Wade King (född 20 juni 1906 i Los Angeles, död 29 juli 1965 i Walnut Creek, Kalifornien) var en amerikansk friidrottare som tävlade i höjdhopp. 
King blev olympisk mästare när han vann höjdtävlingen vid sommar-OS 1928 i Amsterdam med ett hopp på 1,94. Tvåa blev landsmannen Benjamin Hedges och trea Claude Ménard från Frankrike, bägge med höjden 1,91. Världsrekordhållaren och titelförsvararen Harold Osborn från USA kom på femte plats.